# Liceo classico Ennio Quirino Visconti
Il liceo classico "Ennio Quirino Visconti" è un liceo classico di Roma sito in piazza del Collegio Romano. È il più antico della capitale.

## Storia
Il liceo Visconti è il più antico liceo classico di Roma. Venne istituito nel 1871, un anno dopo la fine dello Stato Pontificio, nella sede dell'antico Collegio Romano, che, fondato nel XVI secolo e costruito nella seconda metà del Cinquecento, è oggi monumento nazionale. Il Collegio Romano fu istituito da sant'Ignazio di Loyola dopo la fondazione della Compagnia di Gesù (1550) e divenne presto il principale centro educativo e culturale dei gesuiti, con insegnamenti che comprendevano tutti i livelli di studi, fino a quelli universitari. Fu dedicato a Ennio Quirino Visconti, illustre archeologo romano che era stato fautore della Repubblica Romana filo-francese alla fine del XVIII secolo. Nel 1611 Galileo Galilei, in attesa del processo alle sue teorie astronomiche eliocentriche, risiedette all'interno della struttura per diverso tempo.
Nella struttura ove ora è presente il liceo, fino al 1871 vi era la sede dell'istituto Massimiliano Massimo, fondato nel 1551 da Ignazio di Loyola. Dunque lo Stato italiano appena stabilitosi confiscò l'edificio e consentì la nascita dell'istituto, rendendolo de facto il più antico della capitale. Dapprima riservato ai soli studenti maschi, a partire dal 1890 il liceo venne frequentato anche dalle ragazze.
Nel 2017 avvenne inoltre la storica riapertura del collegamento tra la chiesa di Sant'Ignazio di Loyola e il Collegio Romano dopo 150 anni. In questo modo fu anche possibile la valorizzazione dell'Aula Andrea Pozzo, dove sono tuttora presenti alcuni dei suoi dipinti e un crocifisso in legno del periodo barocco.

## Simbolo
Il simbolo del Liceo Ennio Quirino Visconti è un drago rosso, stemma della famiglia Boncompagni a cui apparteneva papa Gregorio XIII, il pontefice in carica nel 1582 al momento della fondazione del Collegio Romano.

## Il museo
All'interno del Liceo Ennio Quirino Visconti è stata allestita la Wunderkammer, un museo il cui primo nucleo è costituito dai reperti del Museo del Collegio Romano, creato per volontà di Athanasius Kircher nel 1651, il gesuita così descritto nel 1852 dal suo biografo, G.J. Rosenkranz: "un naturalista, medico, astronomo, meccanico, filosofo, matematico, archeologo, storico, geografo, fisiologo, umanista, orientalista, musicologo, compositore ed anche poeta". 
Nel museo, inaugurato nel 2015 sono conservati una sfera armillare, alcuni antichi volumi e un telescopio del '600 al centro, circondati dai quattro maestosi obelischi in legno, modellini originali di quelli presenti a Piazza Navona, Piazza del popolo e Piazza della Minerva, nonché una collezione naturalistica di minerali e fossili umani e animali.

## Nella cinematografia
All'interno della scuola sono stati girati i film: Mio figlio professore, diretto nel 1946 da Renato Castellani; Caterina va in città, diretto nel 2003 da Paolo Virzì; Benvenuto Presidente!, diretto nel 2013 da Riccardo Milani. Inoltre alcune aule dell'istituto sono state utilizzate per il film Gli anni più belli , diretto nel 2020 da Gabriele Muccino.

## Controversie
Nel 2018 il liceo è stato accusato di classismo poiché il documento di autovalutazione conteneva le seguenti affermazioni:
(10 febbraio 2018)
Il testo era presente da tre anni nella sezione "Scuola in chiaro" del sito del Ministero della Pubblica Istruzione. La dirigente scolastica ha risposto alle critiche, dichiarando di aver pubblicato una sintesi dei dati numerici che rappresentavano la realtà effettiva dell'istituto.
Nel 2024 il liceo tornò protagonista quando un gruppo di ragazzi dell'ultimo anno affisse una lista di ragazze con cui avrebbero avuto una relazione privata di vario tipo (dal bacio al rapporto sessuale), causando scalpore dapprima all'interno dell'istituto, poi nelle cronache nazionali. Il gesto, seppur compiuto a scopo goliardico, venne considerato umiliante per le ragazze e inadeguato per il periodo delicato in cui sono avvenuti i fatti.